# Izba Reprezentantów Stanów Zjednoczonych
Izba Reprezentantów Stanów Zjednoczonych (ang. United States House of Representatives) – organ ustawodawczy, izba niższa Kongresu Stanów Zjednoczonych.

## Wybór członków Izby Reprezentantów

### Prawa wyborcze
Członkowie Izby Reprezentantów wybierani są w wyborach powszechnych, w okręgach jednomandatowych. Czynne prawo wyborcze posiadają obywatele amerykańscy, którzy ukończyli 18. rok życia. Konieczna jest dobrowolna rejestracja w spisie wyborców. Bierne prawo wyborcze przysługuje obywatelom amerykańskim, którzy posiadają obywatelstwo od co najmniej 7 lat, zamieszkują w stanie, z którego kandydują i ukończyli 25. rok życia.

### Nominowanie kandydatów
Kandydaci do Izby Reprezentantów nominacje partyjne uzyskują w większości stanów w wyniku prawyborów (w 47 z 50 stanów). Partia Republikańska oraz Partia Demokratyczna prawie całkowicie zdominowały Izbę Reprezentantów, dlatego w wyborach liczą się praktycznie jedynie kandydaci tychże partii.

### Zmiany w liczbie przedstawicieli i gerrymandering
Liczba członków Izby Reprezentantów wybierana przez poszczególne stany może ulegać zmianie. Po przeprowadzanym co 10 lat spisie ludności dokonuje się każdorazowo nowego podziału mandatów na poszczególne stany oraz wytycza nowe granice okręgów wyborczych, każdy stan jednak musi mieć co najmniej jednego przedstawiciela w Izbie Reprezentantów. Najwięcej przedstawicieli w Izbie posiada obecnie stan Kalifornia – 52.
Konstytucja USA stanowi w art. I § 2, że na każdych 30 000 obywateli nie może przypadać więcej niż jeden przedstawiciel. Obecna liczba członków Izby – 435, ustaliła się w roku 1911. Okresowo uległa podniesieniu w 1959 roku po przyjęciu nowych stanów – Hawajów i Alaski – do 437, ale w roku 1963 powrócono do liczby 435 przedstawicieli.
Poza reprezentantami, w Izbie zasiada także jeden stały pełnomocnik (ang. Resident Commissioners) i czterech delegatów. Choć nie mogą oni brać udziału w plenarnym głosowaniu, biorą udział w pracy komisji i korzystają z innych przywilejów Izby. W 1900 przyznano Portoryko prawo wyboru pełnomocnika. Później przyznano prawo wybierania delegatów, którzy nie mają prawa głosu: Dystryktowi Kolumbia (1971), wyspie Guam (1972), Wyspom Dziewiczym (1972) i amerykańskiemu Samoa (1980).
Podczas dokonywania zmian granic okręgów wyborczych często dochodzi do manipulacji, tak aby zapewnić maksymalne poparcie w danym okręgu dla rządzącej partii. Zjawisko to nazywa się gerrymanderingiem, od nazwiska Elbridge’a Gerry’ego, wiceprezydenta USA w latach 1813–1814.

## Kadencja i obrady
Kadencja Izby Reprezentantów trwa 2 lata. Izba zgodnie z Konstytucją USA obraduje co najmniej raz w roku. W praktyce w trakcie kadencji odbywają się dwie sesje trwające od stycznia do lipca. Sesja może ulec przedłużeniu, co w praktyce z powodu dużej liczby spraw zdarza się dość często.
Ostatnie wybory do Izby Reprezentantów odbyły się 5 listopada 2024. Obecny 119. Kongres Stanów Zjednoczonych trwa od 3 stycznia 2025 roku. 

## Organy

### Speaker
Przewodniczący Izby Reprezentantów nazywany jest Speakerem (spikerem). Wybierany jest przez Izbę, zostaje nim najczęściej lider większości partii, która ją posiada. Na mocy „Ustawy o sukcesji prezydenckiej” (Presidential Succesion Act) z 1947, spiker Izby jest drugą po wiceprezydencie osobą, która przejmuje obowiązki prezydenta w wypadku, gdyby nie mógł ich podjąć wiceprezydent.
Obecnie funkcję spikera Izby pełni Mike Johnson z Partii Republikańskiej.

### Obecne kierownictwo Izby

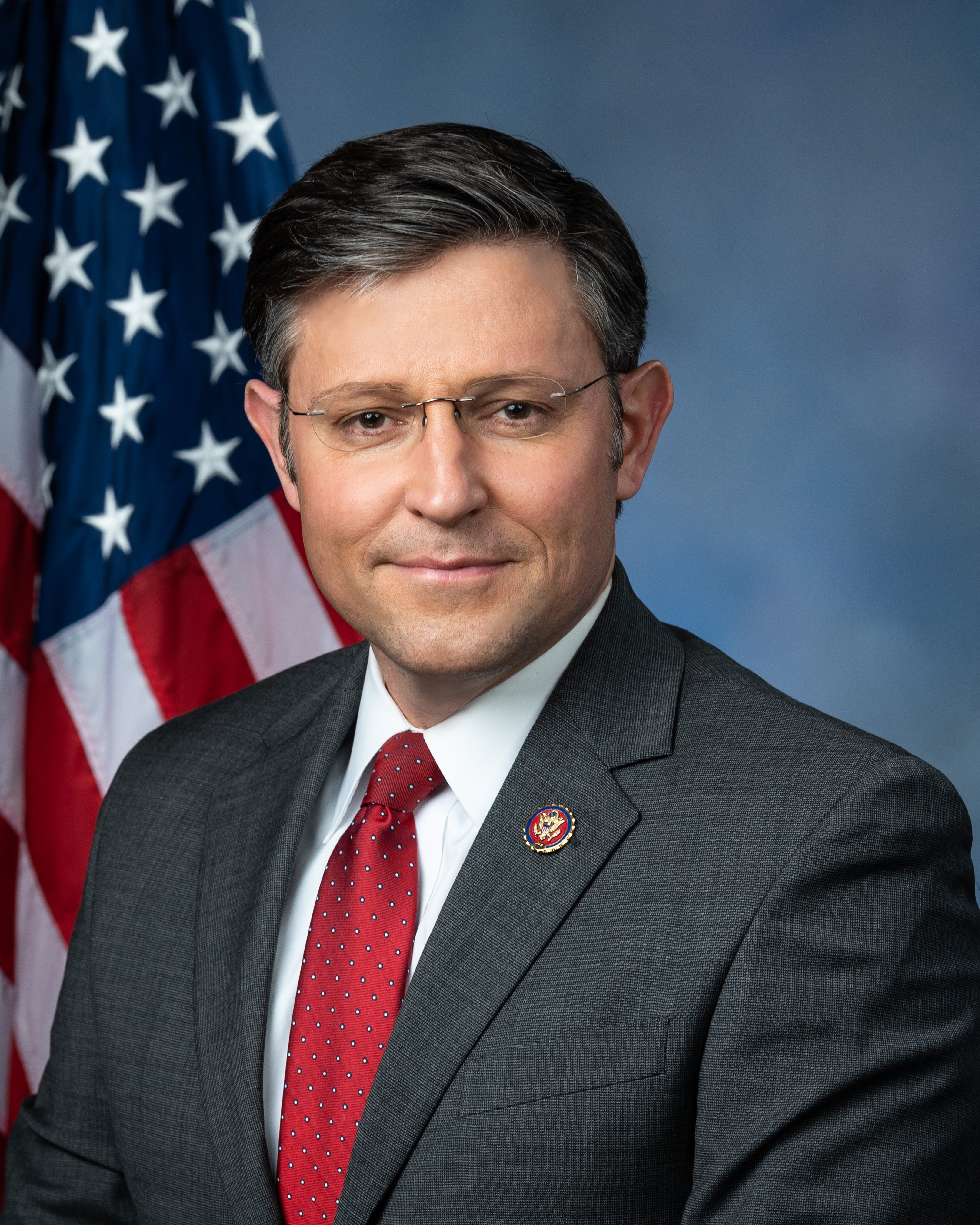
Mike Johnson (R-Luizjana) – spiker Izby
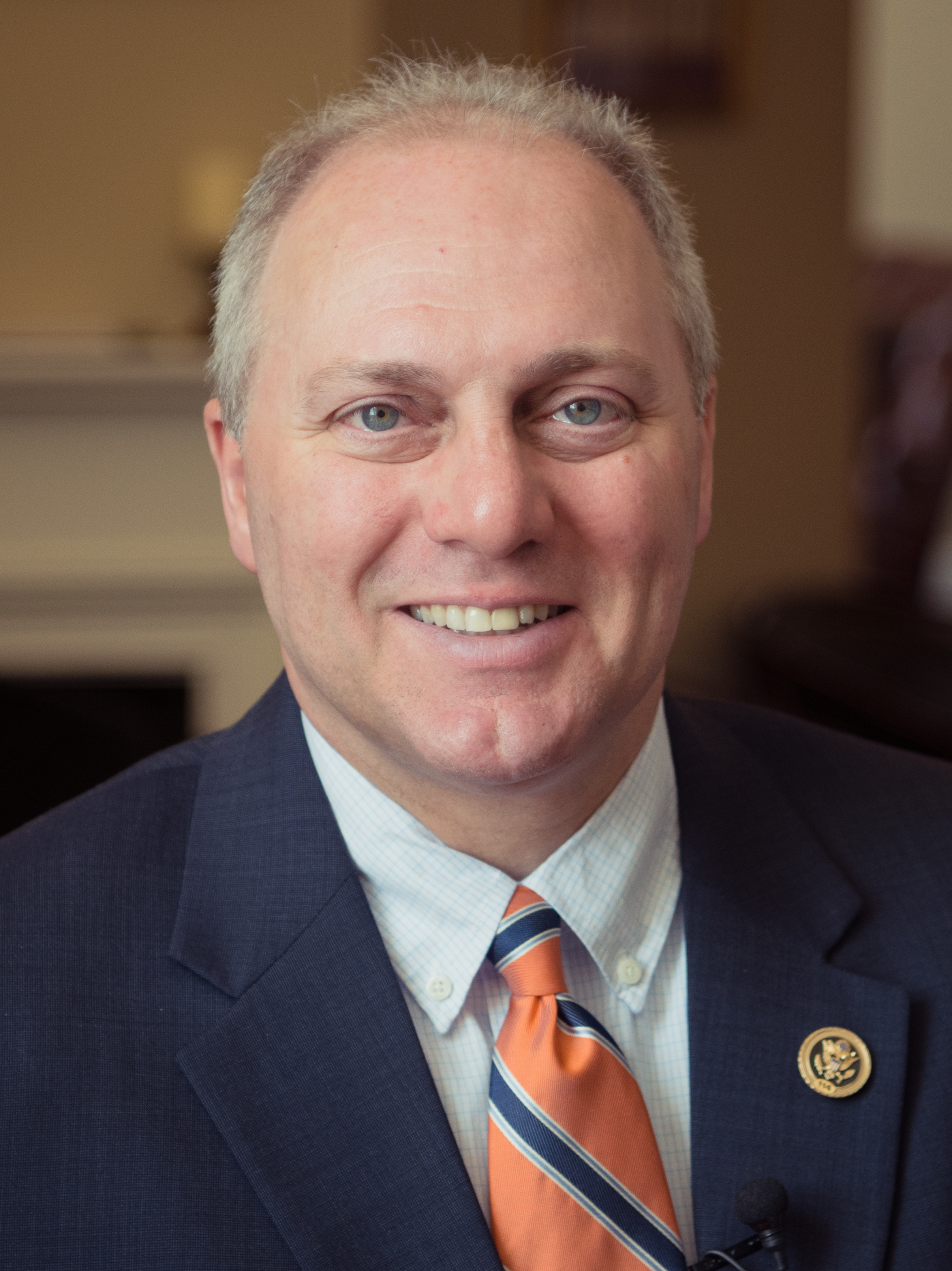
Steve Scalise (R-Luizjana)  – lider większości
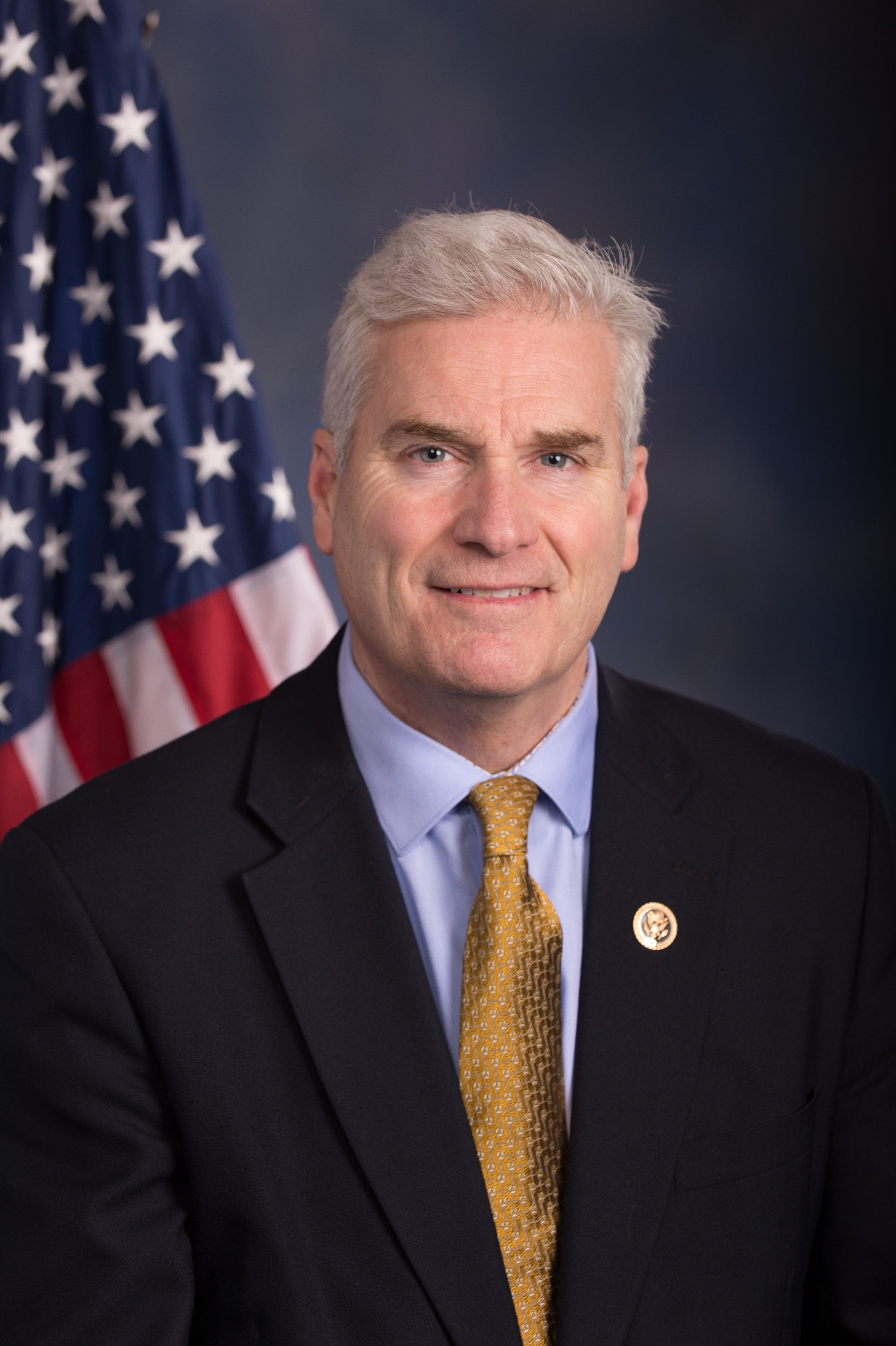
Tom Emmer (R-Minnesota) – whip większości
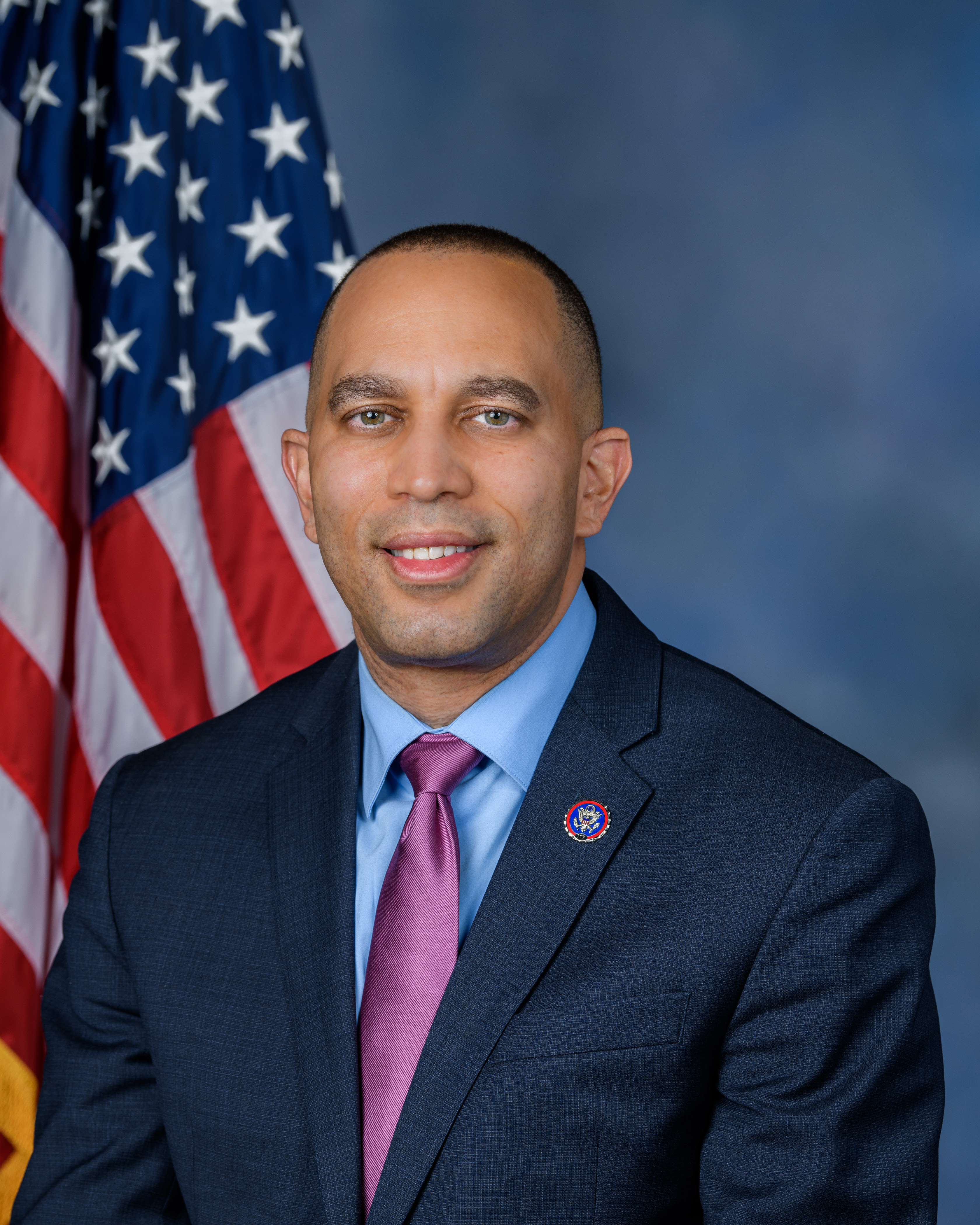
Hakeem Jeffries (D-Nowy Jork) – lider mniejszości
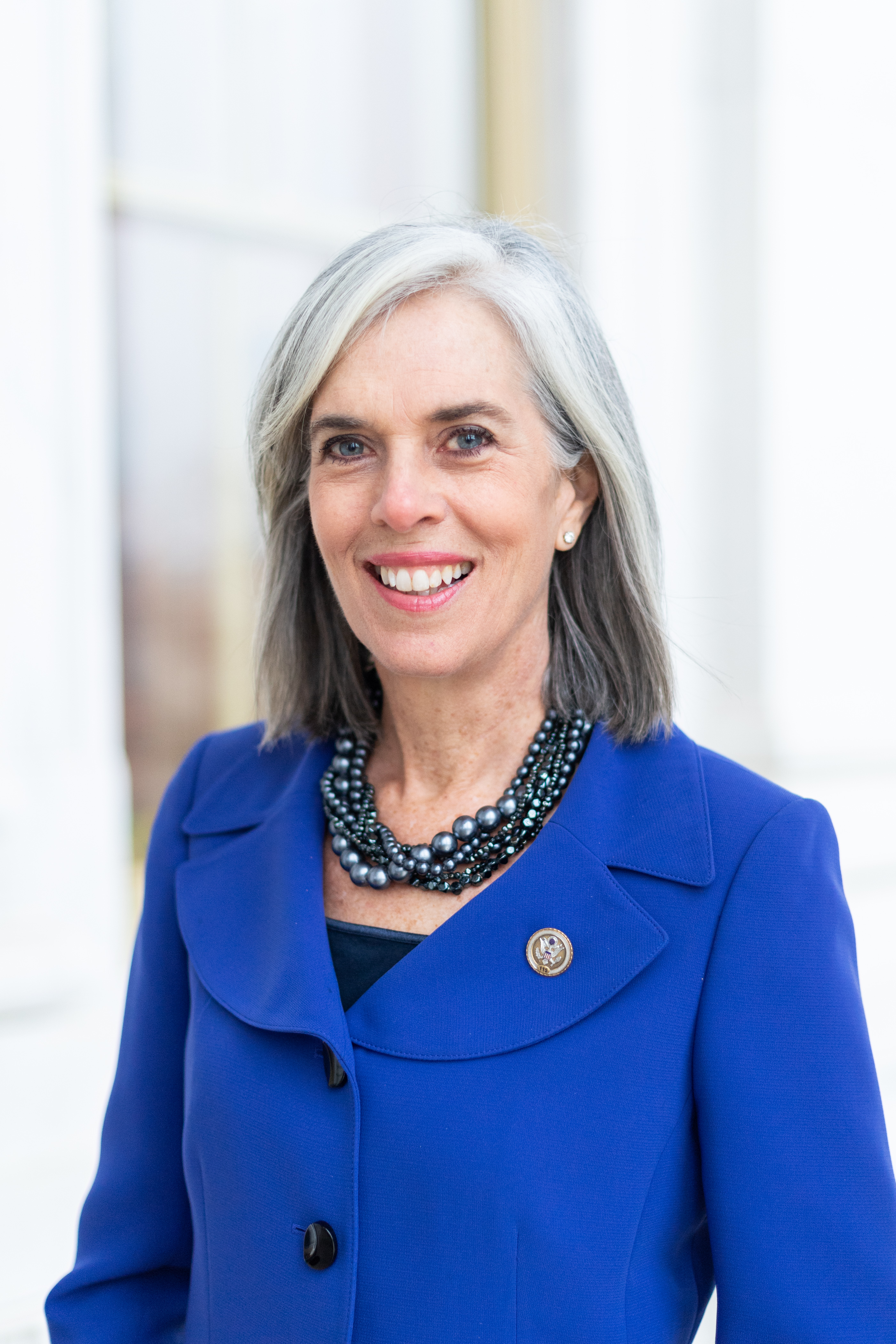
Katherine Clark (D-Massachusetts) – whip mniejszości

### Komisje
Istnienie komisji ukształtowała praktyka działalności Izby pomimo tego, że nie są przewidziane w Konstytucji. Są to pomocnicze ciała kolegialne, których zadaniem jest opiniowanie i praca nad projektami przedłożonymi Izbie. Kierownictwo nad komisjami obejmują przedstawiciele partii posiadającej większość w Izbie. Najczęściej właśnie w komisjach ma miejsce działalność lobbingowa.
Największą z komisji jest Komisja Ogólna, w której skład wchodzą wszyscy członkowie Izby. Poza tym działa 20 komisji stałych, które zakresem kompetencji obejmują różne obszary życia (np. Komisja ds. rolnictwa, Komisja spraw zagranicznych). Komisje stałe mają uprawnienia do kontroli działań rządu w obszarze swojej działalności. W tym celu mogą zwoływać posiedzenia, na których posiadają uprawnienia do przesłuchiwania świadków pod groźbą odpowiedzialności karnej.
Oprócz tego istnieje Komisja do spraw wywiadu, nie jest ona jednak zaliczana do komisji stałych.
Izba może tworzyć również wespół z Senatem (izbą wyższą) „wspólne komisje” (joint committees) oraz „komisje uzgadniające” (conference committees). Tworzone są też komisje zadaniowe do zbadania określonych zagadnień.
Komisje dzielą się na podkomisje.

## Pozycja ustrojowa

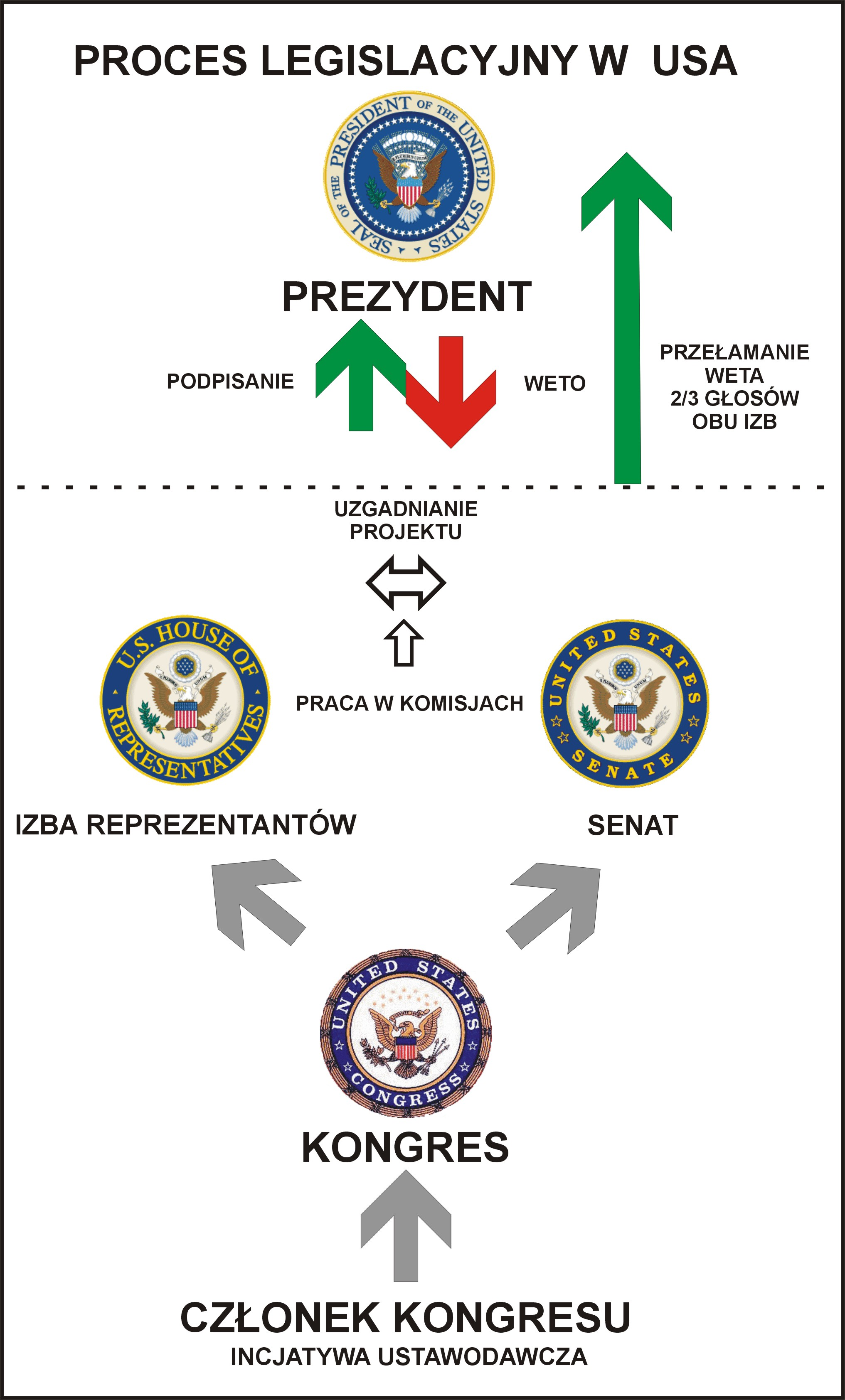
Schemat procesu ustawodawczego

### Uprawnienia legislacyjne
Izba Reprezentantów stanowi wraz z Senatem podstawowe źródło obowiązującego prawa krajowego (federalnego). Projekt ustawy może wnieść każdy z członków Izby. Projekty ustaw mogą być autorstwa członków Izby lub pochodzić od administracji prezydenckiej. Zgodnie z Konstytucją Izbie przysługuje wyłączne prawo inicjatywy ustawodawczej w kwestiach podatkowych. Jako skutek takiego rozwiązania przyjmuje się także zwyczajowo wyłączność inicjatywy Izby w kwestiach ustawodawstwa związanego z wydatkami publicznymi (tzw. uprawnienia apriopriacyjne).

### Uprawnienia ustrojodawcze
Izba jako część Kongresu ma prawo do dokonywania zmian w Konstytucji. Aby zmiany weszły w życie, muszą uzyskać poparcie 2/3 członków każdej z izb, a następnie zgodę 3/4 legislatur stanowych.

### Uprawnienie sądownicze i śledcze
Izba formułuje oskarżenie, które zapoczątkowuje proces impeachmentu, tzn. odsunięcia od władzy Prezydenta.
Komisje Izby posiadają uprawnienia dochodzeniowo-śledcze. Mogą wzywać pracowników administracji na przesłuchania i prowadzić własne śledztwa.

### Uprawnienia kontrolne
Większość uprawnień kontrolnych nie należy tylko do Izby Reprezentantów, ale do Kongresu jako całości. Do takich uprawnień można zaliczyć:
- publiczne przesłuchania przed komisjami,
- zawarte w wielu ustawach prawo weta pozwalające na wstrzymanie określonych działań organów administracji,
- decydowanie o przyznaniu funduszy na działalność agend rządowych,
- postępowania wyjaśniająco-kontrolne wykonywane przez Biura Generalnych Inspektorów (IGS),
- okresowe raporty organów władzy wykonawczej (ich przedkładanie jest zastrzeżone w poszczególnych ustawach),
- opracowania wykonywane przez pomocnicze organy Kongresu (Biuro Analiz Kongresowych, Kongresowe Biuro Budżetowe),
- analizy poszczególnych członków Kongresu dotyczące działania administracji.

### Uprawnienie elekcyjne
Zgodnie z XII poprawką do Konstytucji Izba dokonuje wyboru Prezydenta w przypadku gdy żaden z kandydatów nie uzyska większości w Kolegium Elektorskim. Wybór jest dokonywany spośród trzech kandydatów z najwyższą liczbą głosów elektorskich. Głosy liczone są stanami, każdemu stanowi przysługuje jeden głos.

## Liczba reprezentantów na przestrzeni lat
Konstytucja Stanów Zjednoczonych nie ustanawiała określonej liczby członków parlamentu. Określała jednak, że każdy stan wyznacza dwóch senatorów i bez swojej zgody nie może zostać pozbawiony głosu w Senacie (jak dotąd żaden stan nie zgodził się na mniejszą liczbę senatorów). W przypadku Izby Reprezentantów postanowiono, że liczba reprezentantów będzie proporcjonalna do liczby mieszkańców (wolnych, wyłączając niepodlegających opodatkowaniu Indian oraz po dodaniu trzech piątych pozostałych mieszkańców stanów). Obliczanie to miało odbyć się podczas spisów powszechnych odbywanych co dziesięć lat. Postanowiono również, że reprezentantów nie może być więcej niż jeden na trzydzieści tysięcy mieszkańców oraz że każdy stan ma prawo do co najmniej jednego reprezentanta.
Do czasu pierwszego spisu (który miał się odbyć w ciągu trzech lat od pierwszej sesji Kongresu) to Konstytucja określała, ilu reprezentantów przypada poszczególnym stanom (od dziesięciu dla Wirginii do jednego dla Rhode Island i Delaware).
| Rok spisu | Kongres | Liczba ludności (mln) | Liczba stanów | Liczba reprezentantów | Liczba obywateli na reprezentanta |
| --------- | ------- | --------------------- | ------------- | --------------------- | --------------------------------- |
|           | 1-2     | –                     | 13            | 65                    | 30 000                            |
| 1790      | 3-7     | 3,616                 | 15            | 105                   | 34 438                            |
| 1800      | 8-12    | 4,880                 | 16            | 141                   | 34 609                            |
| 1810      | 13-17   | 6,584                 | 17            | 181                   | 36 377                            |
| 1820      | 18-22   | 8,972                 | 24            | 213                   | 42 124                            |
| 1830      | 23-27   | 11,931                | 24            | 240                   | 49 712                            |
| 1840      | 28-32   | 15,908                | 26            | 223                   | 71 338                            |
| 1850      | 33-37   | 21,767                | 31            | 234                   | 93 020                            |
| 1860      | 38-42   | 29,550                | 34            | 241                   | 112 614                           |
| 1870      | 43-47   | 38,116                | 27            | 292                   | 130 533                           |
| 1880      | 48-52   | 49,371                | 38            | 325                   | 151 912                           |
| 1890      | 53-57   | 61,909                | 44            | 356                   | 173 901                           |
| 1900      | 58-62   | 74,563                | 45            | 386                   | 193 167                           |
| 1910      | 62-67   | 91,604                | 46            | 435                   | 210 583                           |
| 1920      | 68-72   | 105,711               | 48            | 435                   | 243 013                           |
| 1930      | 73-77   | 122,093               | 48            | 435                   | 280 675                           |
| 1940      | 78-82   | 131,006               | 48            | 435                   | 301 164                           |
| 1950      | 83-87   | 149,895               | 48            | 435                   | 334 587                           |
| 1960      | 88-92   | 178,559               | 50            | 435                   | 410 481                           |
| 1970      | 93-97   | 204,053               | 50            | 435                   | 469 088                           |
| 1980      | 98-102  | 226,505               | 50            | 435                   | 520 701                           |
| 1990      | 103-107 |                       | 50            | 435                   |                                   |
| 2000      | 108-112 |                       | 50            | 435                   |                                   |